# Пјана (Мачерата)
Пјана (итал. Piana) насеље је у Италији у округу Мачерата, региону Марке.
Према процени из 2011. у насељу је живело 57 становника. Насеље се налази на надморској висини од 226 м.